# 玛雅潘

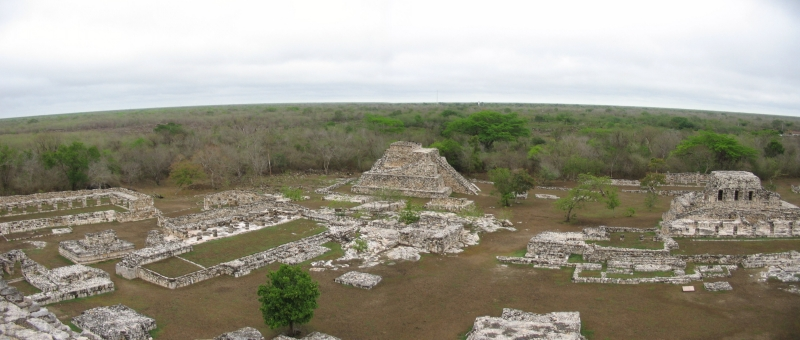
玛雅潘

玛雅潘（猶加敦馬雅語：Màayapáan；西班牙语：Mayapán），是中美洲古代玛雅文明后期中心之一，位于墨西哥尤卡坦半岛境内，奇琴伊察以西100公里，坐标：北纬20°37′46″，西经89°27′38″。
1221年左右，玛雅人发动起义，推翻了奇琴伊察的统治。不久，各个城邦首领召开会议，商议重新建立一个政治中心，将其命名为“玛雅潘”，意为“玛雅人的标准”。科科姆家族（Cocom）首领被选为玛雅之王，但是其他贵族家族亦派出成员参与政府。
1441年，希烏家族的首领舒潘（Ah Xiu Xupan）领导了反抗科科姆家族的起义，攻占玛雅潘。最終科科姆家族遭到滅族，只有一人因為貿易去了洪都拉斯而倖存下來，玛雅潘被洗劫、焚毀并废弃，其他區內大城市都走向衰落，而尤卡坦半島就陷入了多國混戰。
1950年代，卡内基基金会资助了一次对玛雅潘的大规模考察，发现了一系列遗迹，推断出其规模大约在1万至1万5千居民左右。

## 相關条目
- 馬雅文明
- 馬雅遺址列表（英语：List of Maya sites）

## 外部連結
- （英文）- Mayapan Archaeology Archive.today的存檔，存档日期2013-04-15
- （英文）Mayapan Photo Essay （页面存档备份，存于）